# ギル (ストリートファイター)
ギル (Gill) は、カプコンの対戦型格闘ゲーム『ストリートファイターIII』シリーズなどに登場する架空の人物。

## キャラクター設定
紀元前のはるか昔から世界を支配している、謎の秘密結社の総統（後に「天帝」となる）。西暦2200年の地球上に理想の世界を作り上げようとしている。自らを、神の如き尊い存在であると自負し、勝利時のメッセージでは相手を諭すように理知的な話し方をする。なお初代『ストIII』と『2nd』以降では口調が異なり、主に初代『ストリートファイターIII』（以下『ストIII』と表記）の時は高慢な話し方であった（例：二人称を「貴様」と呼ぶ）が、『2nd IMPACT』以降は先述のように穏やかな話し方（例：二人称を「君」と呼ぶ）である。プロフィールによれば、名前以外は全て「不明」である。
ギルの国籍は不明だが、初代『ストIII』では地中海をホームステージにしている。『2nd IMPACT』以降のホームステージでは、顔全体を覆う頭巾をかぶった部下たちが背景に登場する。また『ストリートファイターV』（以下『ストV』と表記）のホームステージは「Sun chase moon」で、中央のバベルの塔を境に日月が照らす構成である。
対戦後の勝利メッセージは日本語だが、対戦中に発する言語は英語である。
『ストIII』シリーズの前日談にあたる『ストV』にも登場し、ゼネラルストーリーのエンディングではユリアンの配下であったヘレンの正体がコーリンであることが判明する。コーリンのストーリーモードでは、ギルは戦争で故郷を無くした彼女を雇い入れている。のちに第4期の追加プレイアブルキャラクターとして、2019年12月16日に配信された。

### 身体の特徴
普段はローブを着用しているが、闘いの際には褌のような着衣のみの姿となる。中平正彦の『RYU FINAL』では普段は長身の白人だが、闘いの際に体が変色する描写がある。
体の色は正中線を境に左右で異なり、右半身は赤色、左半身は青色（この配色はゲーム中で向きが変わっても入れ替わることはない）。そして右半身と左半身で使用できる能力がそれぞれ異なる。右半身は炎の力、左半身は氷の力を自由自在に操り、通常技の強攻撃を当てると、（左から当てれば）相手の体を燃やし、（右から当てれば）凍らせることができる。また、戦闘中にレバーニュートラルにしておくと、ギルの体から炎や氷が現れては消える。
『3rd STRIKE』では、リザレクション発動中や敗北時を除き、身体が常に点滅している。

### ボスキャラクターとして
『ストリートファイターIII』シリーズにおいてボスキャラクターを務める。初代では全キャラクター共通の最終ボスであったが、『2nd IMPACT』ではキャラクターごとに最終ボスが個別に設定されており、最終ボスとは限らなくなった。その場合、その1つ前で対戦することになるため、どのキャラクターを使っていてもエンディングへ進む過程で必ずギルと戦うことになる。『3rd』で再び全キャラクター共通の最終ボスとなったが、対ギル戦の直前に会話を交わすキャラクターがいる（ユリアン、ユン）。
家庭用の対CPU戦でギルを使用して進むと、最終ボスは初代『ストIII』では自身との同キャラ対戦、『2nd』ではユリアン、『3rd』ではアレックスとなっている。
『2nd IMPACT』にて、特定の条件を満たすと真・豪鬼が現われる。この真・豪鬼を倒すと、キャラクター別のエンディングは流れず、スタッフロールが流れる。その背景にはギルが倒れており、それが終わると起き上がってポーズをとりながら身体を発光させる。
『ストV』では、アーケードモードの『III』コースの最終ボスとして登場。プレイヤーが使用できるものより性能が大幅に強化されており、2つのVトリガーが常時解放状態で全てのVトリガー専用技が使用可能。CPU専用技として『ストIII』仕様の「メテオストライク」と「リザレクション」も使用する。また、『3rd』の時と同様に身体が常に点滅している。

### 他キャラクターとの関係
コーリンは彼の秘書であり、時系列が『ストIII』シリーズの前である『ストV』ではロシア風の防寒服を着た「ヘレン」という女性の姿でユリアンの秘書として登場する。書物の予言の通りに「組織の技術を与えて復活させた戦士にシャドルーを壊滅させる」使命を受けており、ナッシュ、ハン・ジュリ、ラシードを利用するが、ベガを倒したのは復活させたナッシュではなくリュウであった。ギルは「多少の誤差は仕方のないこと」と言い、ヘレンをコーリンの姿に戻した。
かつてアレックスの同居人にして恩人でもあるトムをストリートファイトで倒したことがあり、アレックスが世界を廻るきっかけを作った。
初代『ストIII』と『2nd』では、かつてダッドリーの父の所有物であったジャガーを所有していたために対戦を挑まれた。ギルは敗北後にダッドリーにジャガーを返還している。ギルはこの車を「良い車」と評価している。
いぶきはギルが所有している「Gファイル」の獲得を目指しており、ギルに戦いを挑む。彼女のエンディングでは、ギルは彼女に「Gファイル」を渡しているが、「これを見たところで、誰にも何もできない」「よく読んで宿題の手本にでもしてくれ」と言い放つ。また「Gファイル」は彼女に渡したもの以外にも続きがあり、『3rd』での勝利台詞によれば「あと2万冊はある」と明かしている。
初代『ストIII』と『2nd』では実験体1号だったネクロと、同じく実験体でネクロの恋人・エフィーに組織から脱走されている。彼らの情報の漏洩はギルの組織にとっては都合が悪いため、彼らの捕獲・抹殺を試みている。なお、前述のダッドリーといぶきについては対戦前の約束を守っていたが、ネクロについては約束を守らず、彼らを抹殺しようとしている。
弟のユリアンは、ギルとともに幼少の頃から総統候補として英才教育を受けてきた。しかし、「情緒不安定」「弟である」という理由から、兄のギルが総統に選抜される。これにより、ユリアンは副総統の座に甘んじることになり、その屈辱ゆえギルは弟から激しい憎悪と殺意を向けられている。
『2nd IMPACT』でヒューゴーの最終ボスとして登場した場合のエンディングでは、「束の間の戯れ」としてヒューゴーと組んでCWAのタッグトーナメントに出場している。タッグ名は「ラグナロクウィナーズ」で、ギルは「再生と破壊の帝王」と紹介されている（ヒューゴーは「世紀の大巨人」）。『3rd STRIKE』のヒューゴーのエンディングではヒューゴーが打ち負かした他のキャラクターと同じようにH.W.A.（ヒュージ・レスリング・アーミー）に参加している様子が描かれている。その際、観客に対して笑顔で応えている。

## ゲーム上の特徴
全作品を通じてアーケード版では使用不可能（『3rd STRIKE』でトゥエルヴを使用した場合、ギル戦でスーパーアーツ（以下『SA』と表記）の「X.C.O.P.Y.」を使用することにより、ギルのSAを除いた技を使用可能。家庭用では、特定の条件を満たすことで使用できる。家庭用オリジナルの要素として、対同キャラ対戦時の勝利台詞とエンディングも追加されている。
格闘スタイルは弟のユリアンとほぼ同じで、通常技のモーションもユリアンと同じものが多いが、全体的にユリアンよりも隙が小さく、攻撃力も高い。とりわけ通常技の強攻撃は、威力の高さもさることながら、ガードされても相手の体力を削る能力を持つ。必殺技も高性能なものが揃っており、ボスキャラクターに相応しい圧倒的な強さを誇る。
カプコンのスタッフは『3rd』のギルについて、「ギルは今回えげつないスーパーアーツを備えました。脅威の全方位攻撃を出されないように上手く倒して下さい。健闘を期待します」「ギルは今回、『天帝』として現れました。『人を超越した者』として。その名にふさわしく今回はかなり手強いです。全画面攻撃までします。演出面でも『神々しさ』にこだわった作りをしました」と述べている。
『ストV』では、キャラクターの向きによって攻撃効果が変わることが無くなり、1P側と2P側のどちら側からでも炎と氷の技の使い分けができるようになった。また、「反属性」と呼ばれる固有のシステムが追加。特定の攻撃をヒットさせると「炎やられ」および「氷やられ」という特殊な効果が付与され、付与させた属性と反対の属性の技（「炎やられ」なら氷属性）で攻撃すると通常とは異なるヒット効果が発生する。

## 技の解説

### 通常技
『ストIII』シリーズでの技名称を掲載。立ち状態の遠近およびジャンプ状態の垂斜の区別はない。強属性技は右向き（＝1P時）・左向き（=2P時）で名称がそれぞれ変わる。括弧内は左向き時の名称。
| 操作     | 立ち                             | しゃがみ                                             | ジャンプ                                         |
| -------- | -------------------------------- | ---------------------------------------------------- | ------------------------------------------------ |
| 弱パンチ | ジャブ                           | クラウチングスナップ                                 | エルボー                                         |
| 中パンチ | ストレート                       | クラウチングスナップ(※1) / トーピードエルボー(※2)    | エリアルパンチ                                   |
| 強パンチ | クリオチョップ（パイロチョップ） | パイロエルボーアッパー（クリオエルボーアッパー）     | パイロエリアルチョップ（クリオエリアルチョップ） |
| 弱キック | ローキック                       | クラウチングキック                                   | フライングニー                                   |
| 中キック | ミドルキック                     | クラウチングキック(※1) / アンクルブレイク(※2)        | ジャンプキック                                   |
| 強キック | クリオサイズ（パイロサイズ）     | クリオクラウチングキック（パイロクラウチングキック） | パイロラウンドキック（クリオラウンドキック）     |

※1 『1st』のみ。
※2 『2nd』以降。

### パーソナルアクション
その場で高笑いをする。終わった直後に打撃技か投げ技を決めると威力が上がる。たとえ空振りしても、相手に技が決まるまでは効果が持続する。笑い終えるまでに一定の時間がかかり、そのあいだのギル本体は無防備。

### Vシステム
パイロリバースキック
Vリバーサル。炎を纏った回し蹴りで反撃する。
ツインブレスレディアント
Vシフトブレイク。

#### Vスキル
ディバインコメット [I]
選択したVトリガーによって使用できる技が変化する。
メテオストライク / ヘイルスティング
前者は炎属性、後者は氷属性の弾を上空から落下させる飛び道具。レバー入力で弾の着弾位置を指定可能。
ブロッキング [II]
その場で構えを取り、相手の攻撃を受け止め無効化する。無効化成功時は必殺技で構えをキャンセル可能。

#### Vトリガー
プライマルファイア [I]
後述の「バーンストーム」、「フレイムジャベリン」、「ヴォルカニックストーム」が使用可能になる。また、Vスキルの「メテオストライク」、「パイロキネシス」、「パイロサイバーラリアット」の性能が強化される。
アイスオブドゥーム [II]
後述の「ツリーオブフロスト」、「ディレイフリーズランス」が使用可能になる。また、「ヘイルスティング」、「クリオキネシス」、「クリオサイバーラリアット」の性能が強化される。

### 投げ技
※初代『ストIII』においてはギルの投げは「ブロッキング」（上段・下段ともに）が可能。この現象はプレイヤー側が何の前触れもなく先にブロッキングの動作をした後で、ギル側が中か強の通常技を出すという流れでそれらを確認できる。なお初代『ストIII』および『2nd』では投げが不成立であった場合はその時押したボタンの技が出るという仕様で、『3rd』では投げ失敗モーションが出る。また初代『ストIII』においてはこれ以外にファジィブロッキングが存在するため、ギル側からは相手を切り崩す手段がほぼ皆無に等しいいわゆる詰み状態となる。
ギルティーボム
相手を両手で抱え上げ、振り落とす勢いで「パイルドライバー」で落とす技。『2nd』までは投げる方向が指定できない（『3rd』では可能）。他のキャラクターの通常投げに比べて威力が高く設定されている。
インパクトクロー
相手を片手で持ち上げ、後頭部を連続で掴んで真下に落とす。

### 特殊技
パームアッパー
レバーを後方に入れながら中パンチを出すと、上方向へアッパーを出す。地上での中パンチよりも発生が若干遅い。
クォーラルキック
レバーを前方に入れつつ中キックを出すと、前へ踏み込みつつ横蹴りを放つ。ユリアンの使うものと同じ。『2nd IMPACT』以降で使用可能。
パイロクォーラルキック
『ストV』で使用。「クォーラルキック」と同様の技で炎を纏った蹴りを放つ。相手が「氷やられ」の時はヒット後に追撃が可能。
クリオドロップエルボー
『ストV』で使用。踏み込んでから肘を落とす。相手が「氷やられ」の時は受け身不可能のダウンを奪う。
クリオライズキック
『ストV』で使用。左上段後ろ回し蹴りを繰り出す。相手が「炎やられ」の時はヒット後に追撃が可能。

### ターゲットコンボ
ギルティストレート
立ち弱パンチ→立ち中パンチの連携技。
ペナルティブレイク
しゃがみ弱キック→しゃがみ中キックの連携技。

### 必殺技
パイロキネシス / クリオキネシス
両腕を突き出し、前方へ2ヒットする飛び道具を放つ。ユリアンの「メタリックスフィア」よりも弾速が速く、動作の隙も少ない。発射される飛び道具はギルの向きによって変化し、右向き時は炎の玉（パイロキネシス）、左向き時は氷の玉（クリオキネシス）が放たれる。弱中強のパンチボタンで真横、少し斜め前、斜め前と、射出方向の撃ち分けが可能。『3rd』のみ、弾発射直後にSAでキャンセル可能。
『ストV』ではどちら側からでもパイロキネシスとクリオキネシスが使用可能でコマンドで撃ち分ける事が可能。前者は威力、後者はスタン値が高い。
サイバーラリアット / パイロサイバーラリアット / クリオサイバーラリアット
炎（左向き時）または氷（右向き時）の力を腕に纏いながら、前方へ突進してパンチまたはラリアットを放つ。
遠距離の場合はパイロ（クリオ）ヒートとなり大振りのパンチで燃焼（凍結）のけぞりさせ、近距離の突進直後に食らうとサイバーラリアットとなりその場でダウンさせる。一部のキャラクターに対しては空中で2ヒットする場合があり、さらに浮かせられるため、引き続き追撃が可能。ただしランダム要素も強いため、安定性に欠ける。
『ストV』ではどちら側からでも炎属性の「パイロサイバーラリアット」と氷属性の「クリオサイバーラリアット」が使用可能で、コマンドで使い分けられる。
サイコヘッドバット
前方へ低く飛び上がりながらヘッドバットを放つ。食らった相手は食らい判定を残しつつ吹き飛ぶため、そこから空中連続技に移行できる。制限こそあるが、しゃがみ強パンチと組み合わせることで、連続で出して当て続けることも可能。
ムーンサルトニードロップ
コマンド入力を完了した瞬間の相手の位置に飛びかかり、ムーンサルトを決めつつ相手の頭上目掛けて両膝で蹴る。攻撃は2ヒットし、ガードされても反撃は受けにくいが、ブロッキングされると隙が生じる。なお、相手が前進したりしゃがんでいる状態でこの技を当てると1ヒットに減ることがあるが、その場合はすぐに着地し、ギルの隙も小さくなる。
バーンストーム
Vトリガー[I]発動中に使用可能な必殺技。炎を纏った腕を振り上げ攻撃する。
フレイムジャベリン
Vトリガー[I]発動中に使用可能な必殺技。槍状の炎を地面に向かって投げる飛び道具。
ヴォルカニックストーム
Vトリガー[I]発動中に使用可能な必殺技。「バーンストーム」から「フレイムジャベリン」への連携。
ツリーオブフロスト
Vトリガー[II]発動中に使用可能な必殺技。前方に向けて氷の柱を発生させる。
ディレイフリーズランス
Vトリガー[II]発動中に使用可能な必殺技。地面に氷の塊を発生させる。

### スーパーアーツ / クリティカルアーツ
※他のキャラクターでは選択制だが、ギルのみこれに該当しない（SAの番号は登場順に表記される）。家庭用でプレイヤーとして選んだ場合、初代『ストIII』では番号が存在せず、セレクト枠3つとも全て「リザレクション」となっている。『2nd』ではI - IIIの番号どれもが「メテオストライク」となっている。家庭用版『3rd』ではセレクト枠が出ないうえ、対2P戦時のVS画面にはそれぞれ使用するSAが表示されるが、ギルにはSAの表示が一切出ない。『2nd』ではCPUとして登場する際SA表示は常に番号は「II」でコマンド表記も無いが、プレイヤーが使用する際にはコマンドが表示される。
シリーズ全作共通で、SAゲージのストック数は1、長さは128ドットに設定されている。なお、家庭用でゲージストック数を変更した場合でも全てのSAはゲージストックがMAX時でしか発動できない（リザレクション発動は1ラウンドに1回のみという点は変わらない）ため、ギルでゲージストック数を増やした場合、ギルにとってはかえって不利になる。
リザレクション -SAI-
自分の体力を最大まで回復する。ただし、技中に攻撃を受けるとその時点で回復は中断される。発動中は相手を押し返す効果があるが、突進技に対しては無力なことも多い。
SAゲージが満タンになった状態で体力が全て無くなって初めて自動的に発動する（家庭用版初代「ストIII」でプレイヤーが使用する際にもコマンドは表示されない）。
1ラウンドにつき1回のみ発動する仕様になっているため、一度発動すると、回復量に関係無く、そのラウンドが終わるまでSAゲージは一切溜まらなくなる。
『3rd』でこの技が発動すると、SAゲージでバグ表示が発生することがあるが、次のラウンドでは直っている。
メテオストライク -SAII-
『2nd IMPACT』にて追加されたSA。ギルが前方へ踏み込みつつ画面に背を向けて片手を振り上げると、炎の隕石と氷の隕石を、自分の後ろ上方から前方へ大量に降らせる。
ヒューゴー以外のキャラクターは、ギルが画面端を背負っていない場合に限り発動直後に密着してギルを押し続けることにより、隕石を回避可能。
セラフィックウィング -SAIII-
『3rd STRIKE』にて追加されたSA。画面中央に飛び上がり6枚の翼を広げ、その直後に眩い光を発しつつ衝撃波（4ヒット）を5回放つ。画面全体攻撃の扱いであり、一旦攻撃が発動するとどこにいても回避はできない。
最初に画面中央に移動するまでは無防備であるため、相手の攻撃に潰されることもままあるがその攻撃力の高さは1ヒット辺りが強パンチ1発分と尋常ではなく、しゃがんだ相手に攻撃を当てると『ストIII』シリーズ特有のシステム「しゃがみダメージ」が適用され、豪鬼のような耐久力の低い相手ならば体力満タンの状態からでも全体力を一気に減らすほどの強力な技である。ゲージを消費するのはギルが中央に移動して暗転した後であるため、発動前に潰されてもゲージは残ったままであることもこの技の強さの一因である。
なお、この技はガードは可能であるが、ブロッキングは全段不可能となっているため、瀕死状態の相手に発動できればガードの上からでも大きく体力を削り、そのままKOできる。
『ストV』ではクリティカルアーツとして使用。ギルの前に球体を発生させ、それがヒットすると翼を広げ相手に衝撃波を浴びせて攻撃する。

## その他の登場作品
- 『SNK VS. CAPCOM 激突カードファイターズ』全シリーズ（トレーディングカードゲーム版も含む）
  - 1作目ではアクションカード「セラフィックウィング」のカードで登場。2作目以降からはキャラクターカードとして登場している。
- 『CAPCOM FIGHTING Jam』
  - ベガのエンディングに登場。ベガとの戦いに敗北して地面に倒れているが、シャドルーの面々が帰路に付くとすぐに復活している。

## 担当声優
- ブルース・ロバートソン(Bruce Robertson) - 『ストリートファイターIII -NEW GENERATION-』および『ストリートファイターIII 2nd IMPACT -GIANT ATTACK-』。なお、ロバートソンは『2nd』まではダッドリーやナレーションボイスも兼任している。
- ローレンス・ベイン(Lawrence Bayne) - 『ストリートファイターIII 3rd STRIKE -Fight for the Future-』[5]
- 立木文彦 - 『ストリートファイターV』（日本語版ボイス）
- リアム・オブライエン - 『ストリートファイターV』（英語版ボイス）

## 参考
1. ↑  イーカプコン限定特典「ストリートファイターV チャンピオンエディション スタイルガイド」172頁。
2. ↑  “キャラ図鑑077:ギル”. Capcom.com. 2022年7月21日閲覧。
3. ↑  “キャラ図鑑131:ヘレン”. Capcom.com. 2022年7月21日閲覧。
4. ↑  “キャラ図鑑142:コーリン”. Capcom.com. 2022年7月21日閲覧。
5. 1 2  ゲーメストムック Vol.194『ストリートファイターIII サードストライク コンクルージョンステップ/マスター・ザ・シークレット』40ページ